# Malevaje (grupo musical)
Malevaje es un grupo musical español de tangos.
Malevaje surge en Madrid en el año 1984, en plena época de la movida madrileña haciendo actuaciones en directo en el club El Salero. El grupo inicial estaba formado por Antonio Bartrina como líder y voz, Fernando Gilabert, Ramón Godes y Edi Clavo. El nombre de la banda viene de un tango clásico (1928) homónimo de Juan de Dios Filiberto

## Historia
En el año 1988 entraron a formar parte de la banda el violinista Amador Pablo y el violonchelista Jose luis Lopez Fernández (director musical y coproductor artístico de los siguientes CD: Va cayendo gente al baile (1993), A mi modo y con mi acento (1995), Plaza Mayor (1998) y Con su permiso Don Carlos (1996)). 
En sus 25 años de trayectoria, el grupo ha apostado por el tango clásico, aunque a veces modernizando sus composiciones e incluso con algo de fusión en busca de un estilo propio, pero sin olvidar las raíces del género.
Posteriormente se incorporaron la  pianista Guadalupe Sánchez y el contrabajista Jorge Muñoz,hasta el año 2001 en que cambió el formato de la banda. 
Numerosos músicos importantes han colaborado ocasionalmente con el grupo, como es el caso del violinista Ara Malikian y el percusionista Celestino Albizu, entre otros.

## Miembros de grupo
Los miembros actuales (2022) del grupo son:
- Antonio Bartrina (voz y letras)
- Fernando Giardini  (bandoneón y guitarra)
- Fernando Gilabert (contrabajo)

## Discografía
Han grabado los siguientes discos:
- Tangos (1985)
- Margot (1986)
- Arriba los corazones (1987)
- Un momentito (1988)
- Inchilimonchi (1989)
- Envido (1991) (Directo)
- Va cayendo gente al baile (1993)
- Con su permiso, Don Carlos (1996)
- Tangos y Margot (1994) (Incluye sus dos primeros discos).
- Plaza Mayor (1998)
- Tango Amigo 1985-1991 (2001) (Recopilación)
- Vuelvo al barrio ( 2002) (Directo)
- ¿Que veinte años no es nada...? (2004) (Directo)
- No me quieras tanto (quiéreme mejor) (2008)
- A mi modo y con mi acento (2009) (Incluye los discos "Va cayendo gente al baile", "Con su permiso, Don Carlos" y "Plaza Mayor").

+ Malevaje "30 años de tango"  2017   disco en directo  celebrando los 30 años del grupo